# 워런 포튼트
워런 제임스 포튼트(영어: Warren James Potent, 1962년 4월 7일~)는 오스트레일리아의 사격 선수로 주 종목은 소총이다. 2008년 하계 올림픽 남자 50m 소총 복사 종목에서 동메달을 획득했고 세계 선수권 대회에서 금메달 2개, 동메달 1개를 획득했다.